# Violet La Plante
Violet La Plante, también conocida como Violet Avon (17 de enero de 1908-1 de junio de 1984) fue una actriz cinematográfica estadounidense durante la época del cine mudo. 
La Plante, nacida y criada en San Luis (Misuri), fue la hermana menor de la futura estrella de Hollywood, Laura La Plante, empezó a actuar en los primeros años veinte. Su primera película fue Battling Buddy (1924), y en ella trabajaba con Buddy Roosevelt. Protagonizaría cuatro filmes en 1924, y en 1925 solo rodaría uno, aunque ese año fue nombrada una de las trece "WAMPAS Baby Stars", junto a la futura estrella de la serie Our Gang June Marlowe. Su hermana Laura también fue una "WAMPAS Baby Star", aunque en 1923.
A pesar del título de "WAMPAS Baby Star", nunca consiguió el éxito de su hermana. En 1926 y 1927 trabajó en una sola película anual, y en 1928 únicamente en dos. Su carrera finalizó con la llegada del cine sonoro, siendo su último papel el que hizo en 1928 en el film How to Handle Women. Finalmente se asentó en La Jolla, California, donde vivía en el momento de su fallecimiento en 1984.